# Логор Захсенхаузен
Захсенхаузен или Захсенхаузен-Оранијенбург је био нацистички концентрациони логор у Оранијенбургу у Немачкој. Логор се првенствено користио за затварање политичких затвореника између 1936. и маја 1945. После Другог светског рата, Оранијенбург је постао део Совјетске окупационе зоне, а логор је коришћен као НКВД посебни логор до 1950. Простор на коме се налазио логор данас је претворен у музеј.
Око 30.000 затвореника умрло је од исцрпљености, болести, неухрањености или упале плућа. Многи су стрељани или су умрли као резултат бруталних медицинских експеримената. Након напада на Совјетски Савез, у логор су довођени совјетски ратни заробљеници, који чине већину од 30.000 жртава нацистичког логора.